# Hymedesmia bowerbanki
Hymedesmia bowerbanki är en svampdjursart som beskrevs av William Lundbeck 1910. Hymedesmia bowerbanki ingår i släktet Hymedesmia och familjen Hymedesmiidae. Inga underarter finns listade i Catalogue of Life.